# God Speed You! Black Emperor
God Speed You! Black Emperor (Japanse titel: ゴッド・スピード・ユー! BLACK EMPEROR, getranslitereerd als Goddo supiido yuu! Burakku emparaa) is een Japanse zwart-wit-documentairefilm uit 1976. Het is de eerste film die werd geregisseerd en geproduceerd door Mitsuo Yanagimachi.
De film volgt de belevenissen van een groep jonge Japanse motorrijders, de "Black Emperors" en in het bijzonder één lid dat in de problemen komt met de politie en met zijn ouders. In de jaren '70 was de subcultuur bosozoku in Japan in opkomst, een verschijnsel dat geassocieerd wordt met motorclubs en bendes.
De Canadese rockgroep Godspeed You! Black Emperor vernoemde zich naar deze film.